# Sindromul Tourette

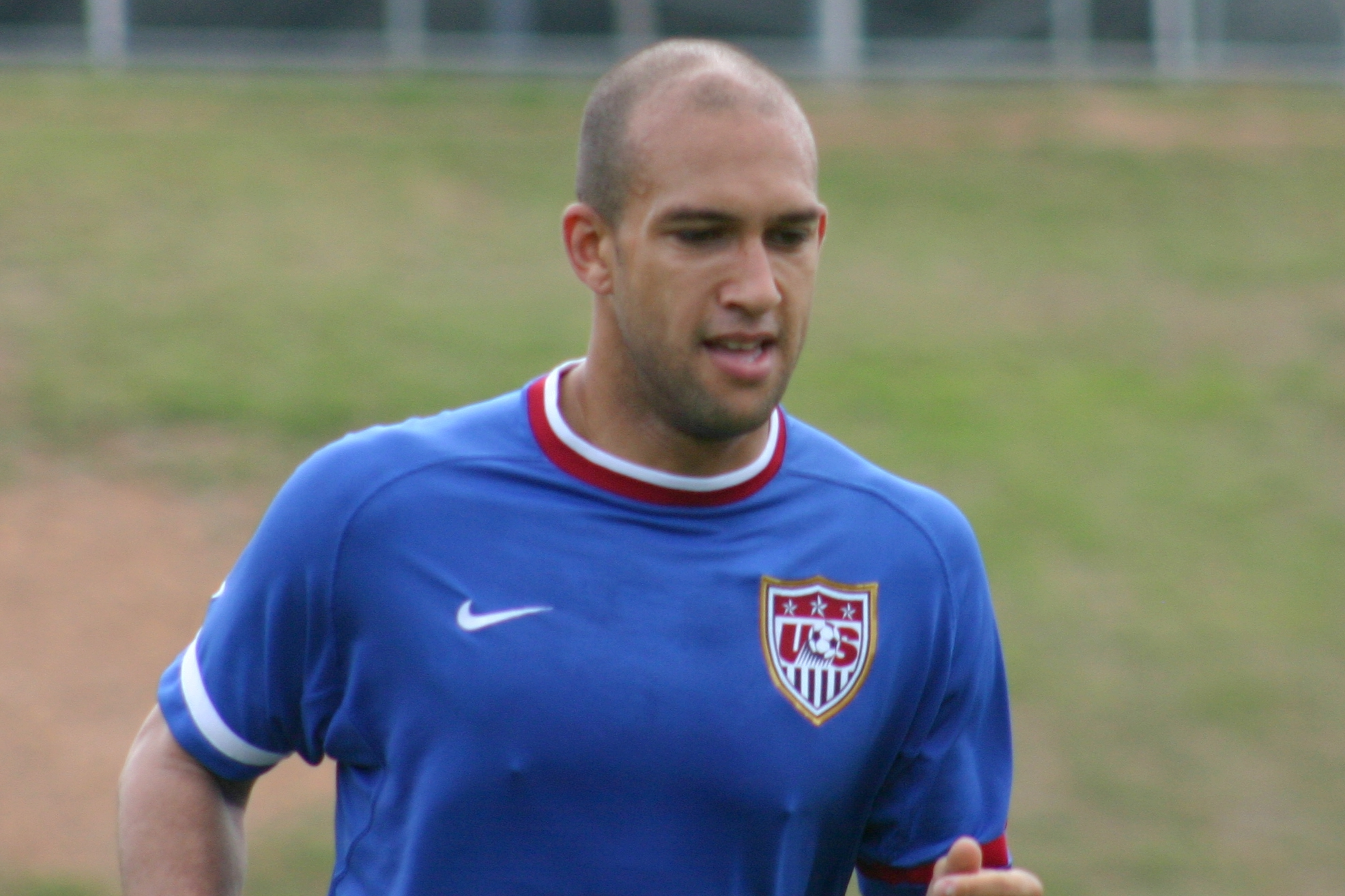
Tim Howard atribuie succesul său în sport lui sindromului Tourette

Sindromul Tourette (TS), cunoscut și simplu ca Tourette, este o tulburare neurodezvoltativă, ce apare în copilărie sau adolescență. Se caracterizează prin prezența mai multor ticuri motorii și cel puțin un tic vocal (sonor). Printre ticurile comune se numără clipitul, tușitul, curățarea gâtului, adulmecatul și mișcările faciale. Acestea sunt precedate de o senzație sau un impuls nedorit în mușchii afectați, cunoscut sub numele de impuls premonitor. Tourette este o formă mai severă din spectrul de tulburări de tip tic, majoritatea ticurilor fiind neobservate. Nu există teste specifice pentru diagnosticarea sindromului Tourette și acesta nu este întotdeauna recunoscut corect deoarece majoritatea cazurilor sunt ușoare, iar severitatea ticurilor scade la majoritatea copiiilor odată cu trecerea prin adolescență. Astfel, multe cazuri rămân nediagnosticate sau nu solicită niciodată ajutor medical.
Sindromul Tourette a fost numit după neurologul francez Jean-Martin Charcot, care l-a numit astfel în onoarea asistentului său, Georges Gilles de la Tourette, cel care a publicat în 1885 un raport despre nouă pacienți cu o „tulburare de ticuri convulsive”. Deși cauza exactă nu este cunoscută, se consideră că sindromul rezultă dintr-o interacțiune între factori genetici și de mediu. Mecanismul implicat pare să fie o disfuncție a circuitelor neuronale dintre ganglionii bazali și alte structuri cerebrale.
Tourette a fost considerat în trecut un sindrom rar și bizar și a fost asociat în mod popular cu coprolalia (rostirea de cuvinte obscene sau remarci sociale inadecvate și jignitoare). Se estimează că aproximativ 1% dintre copiii de vârstă școlară și adolescenți au Tourette, deși coprolatia apare doar într-o minoritate de cazuri. Torette sever la vârsta adultă, deși prezentat în mod spectaculos în mass-media, este rar. Cu toate acestea, pentru o mică parte dintre cei afectați, ticurile pot deveni debilitante și la maturitate, dar nu afectează inteligența sau speranța de viață.
Nu există un tratament curativ pentru Tourette și nici un medicament considerat universal eficient. În majoritatea cazurilor, terapia comportamentală reprezintă prima metodă de tratament.

## Caracteristici

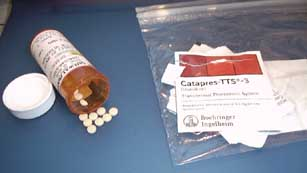
Clonidina este unul dintre medicamentele încercate de obicei mai întâi atunci când este nevoie de medicamente pentru Tourette

Ticurile sunt mișcări sau sunete care apar „intermitent și imprevizibil pe un fundal de activitate motorie normală”. Ticurile asociate cu sindromul Tourette oscilează în timp: ele variază ca număr, frecvență, severitate, localizare anatomică și complexitate. Fiecare persoană are un model unic de fluctuație a intensității și frecvenței ticurilor. Ticurile pot apărea și în „valuri de valuri”, adică în episoade grupate, care diferă de la o persoană la alta. Aceste variații de severitate pot avea loc pe durata câtorva ore, zile sau săptămâni. Ticurile pot deveni mai intense în perioade de stres, oboseală, anxietate sau boală, dar pot apărea și în contexte relaxante, cum ar fi atunci când cineva se uită la televizor. În schimb, ele tind să scadă atunci când persoana este puternic concentrată pe o activitate, cum ar fi cântatul la un instrument muzical.
Spre deosebire de mișcările anormale din alte tulburări de mișcare, ticurile din Tourette sunt non-ritmice, adesea precedate de un impuls nedorit și temporar supraprimabile. În timp, aproximativ 90% dintre persoanele cu Tourette dezvoltă o senzație premergătoare ticurilor, asemănătoare cu nevoia de a strănuta sau cu mâncărimea care cere să fie scărpinată. Aceste senzații sau impulsuri care preced ticurile se numesc fenomene senzoriale premonitorii sau impulsuri premonitorii. Persoanele afectate descriu această senzație ca o acumulare de tensiune, presiune sau energie pe care în cele din urmă aleg să o elibereze conștient, ca și cum „trebuie să facă acel tic” pentru a calma acea senzație sau până când simt că e „exact cum trebuie”.
Impulsul premonitoriu poate provoca o senzație neplăcută localizată în acea parte a corpului unde urmează să apară ticul; iar ticul are rolul de a atenua această senzație în acea zonă anatomică. De exemplu, o persoană poate simți că are ceva în gât, ceea ce duce la un tic de curățare a gâtului, sau poate simți disconfort în umeri, ducând la ridicarea din umeri. Ticul poate fi perceput ca eliberând tensiunea sau disconfortul, asemănător scărpinării unei mâncărimi sau clipitului pentru a calma o senzație incomodă în ochi.
Unii oameni cu Tourette nu sunt conștienți de impulsurile premonitorii asociate ticurilor. Copiii, în special, sunt mai puțin conștienți decât adulții, dar conștientizarea lor crește odată cu vârsta. În general, până la vârsta de zece ani, majoritatea copiilor recunosc aceste senzații premonitorii.
Ticurile complexe legate de vorbire includ coprolalia (rostirea de cuvinte obscene sau inadecvate), ecolalia (repetarea cuvintelor rostite de altcineva) și palilalia (repetarea propriilor cuvinte).
Ticurile motorii complexe includ copropraxia (gesturi obscene sau interzise, ori atingeri nepotrivite), echopraxia (repetarea sau imitarea acțiunilor altor persoane) și palipraxia (repetarea propriilor mișcări).

## Cauze

### Factori genetici
Majoritatea cazurilor de Tourette sunt moștenite, deși modul exact de transmitere genetică nu este cunoscut, iar până în prezent nu a fost identificat niciun singur gen responsabil. Se estimează că tulburarea este de 10 până la 100 de ori mai frecventă în rândul rudelor de grad apropiat comparativ cu populația generală. Studiile pe gemeni sugerează o heritabilitate de 50–77% în cazul gemenilor monozigoți, față de 10–23% în cazul celor dizigoți. Totuși, nu toți cei care moștenesc vulnerabilitatea genetică dezvoltă simptome.
În unele familii au fost identificate mutații rare cu penetranță ridicată, precum în genele SLITRK1, HDC și CNTNAP2, dar acestea explică doar o mică parte din cazuri. Aproximativ 50% dintre descendenții unei persoane cu Tourette pot moșteni vulnerabilitatea genetică, însă expresivitatea este variabilă: unii pot dezvolta sindromul complet, alții doar ticuri ușoare sau simptome de tip obsesiv-compulsiv, iar unii pot rămâne asimptomatici.
Unele forme de tulburare obsesiv-compulsivă pot fi genetic legate de sindromul Tourette, deși mecanismele genetice pot diferi între TOC cu și fără ticuri. Relația genetică dintre ADHD și Tourette nu este complet înțeleasă, iar legătura cu autismul nu este dovedită până în prezent.

### Mecanisme neurobiologice
Sindromul Tourette este asociat cu disfuncții în sistemul nervos central, în special în circuitele dintre cortex, talamus, ganglionii bazali și lobii frontali. Disfuncțiile implică activitate anormală a neurotransmițătorului dopamină, existând ipoteze privind un exces de dopamină sau o hipersensibilitate a receptorilor post-sinaptici. Alți neurotransmițători implicați sunt serotonina, GABA, glutamatul și histamina (în special receptorii de tip H3 din ganglionii bazali).

### Factori non-genetici
Anumiți factori non-genetici, fără a provoca direct apariția sindromului Tourette, pot influența severitatea simptomelor în cazul persoanelor cu predispoziție genetică. Printre aceștia se numără: vârsta paternă înaintată, greutatea mică la naștere, nașterea prematură, utilizarea forcepsului (instrument medical pentru extragerea copilului în timpul nașterii), stresul matern în timpul sarcinii sau expunerea prenatală la substanțe precum nicotină, alcool, cafeină sau canabis. Unele ipoteze controversate leagă debutul ticurilor de procese autoimune declanșate de infecții streptococice.

## Istoric

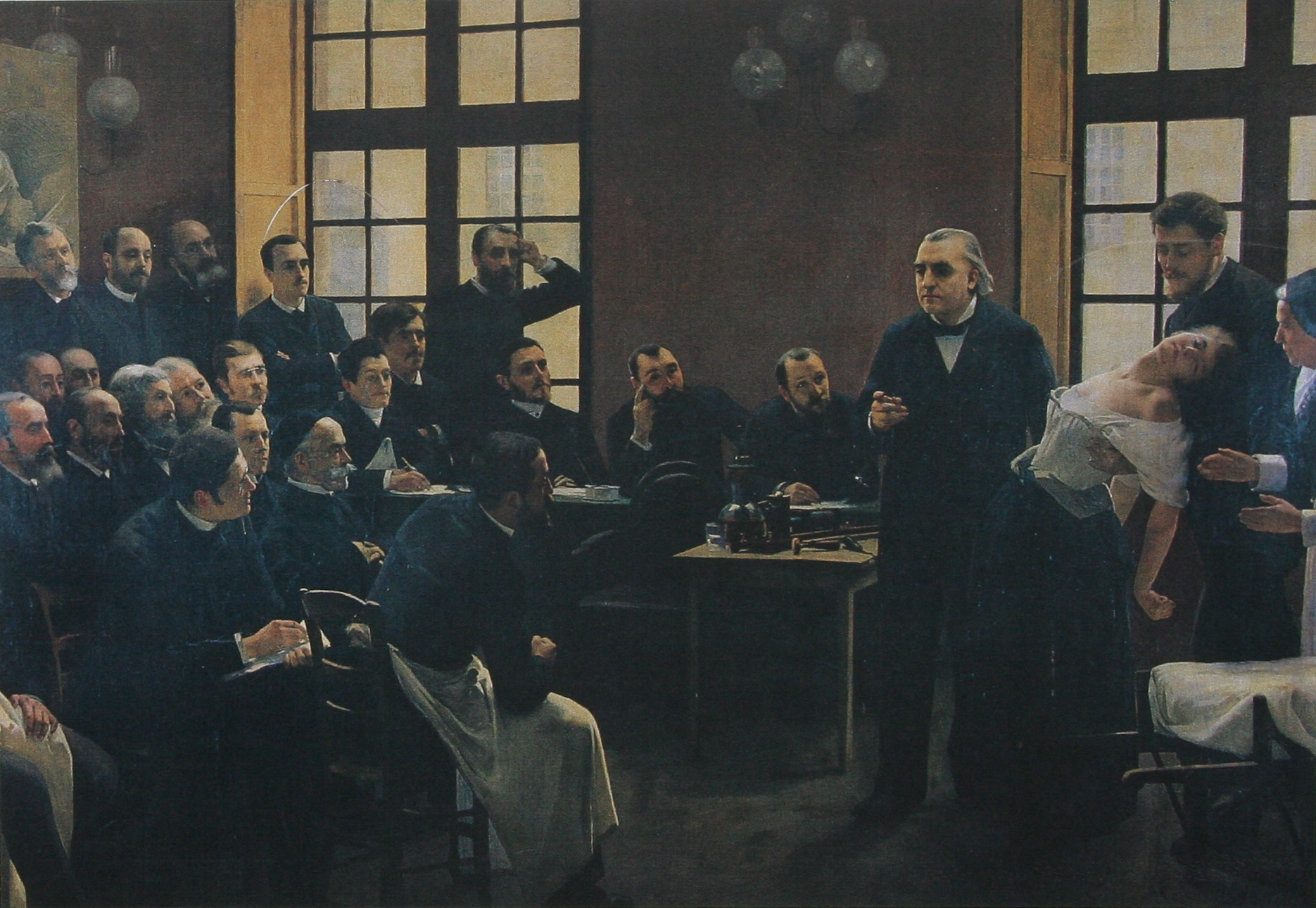
Jean-Martin Charcot (1825-1893) a inventat eponimul de la numele studentului său Gilles de la Tourette, care l-a descoperit în 1884

Prima mențiune posibilă a simptomelor asociate cu această tulburare datează din secolul al XV-lea, în lucrarea „Malleus Maleficarum”, unde se descrie un preot cu ticuri considerate a fi semne ale posesiunii demonice.
În 1825, medicul francez Jean Marc Gaspard Itard a publicat primul caz clinic documentat, cel al marchizei de Dampierre, o aristocrată care manifesta ticuri vocale, inclusiv coprolalie. În 1885, neurologul francez Georges Gilles de la Tourette, sub îndrumarea celebrului Jean-Martin Charcot, a publicat un studiu despre nouă pacienți cu ticuri motorii și vocale, definind pentru prima dată această afecțiune ca entitate clinică distinctă. În semn de recunoaștere, Charcot a denumit sindromul cu numele elevului său.
De-a lungul secolului XX, etiologia sindromului Tourette a fost intens dezbătută. Ipotezele organice au câștigat teren după epidemia de encefalită din perioada 1918-1926, când a fost observată o creștere a tulburărilor de tip tic. Totuși, până în anii 1970, interpretările psihanalitice dominau, considerând ticurile ca rezultat al unor conflicte psihologice nerezolvate. Tratamentul preferat era psihoterapia, iar pacienții erau adesea stigmatizați.
O schimbare semnificativă a avut loc în anii 1960, când neurologul american Arthur K. Shapiro a demonstrat eficiența haloperidolului în reducerea ticurilor, ceea ce contesta teoriile psihodinamice. Începând cu anii 1990, cercetările au evoluat semnificativ, datorită progreselor în genetică, imagistică cerebrală și neuropsihologie. Totodată, s-a conturat o perspectivă mai echilibrată, care consideră sindromul Tourette ca rezultatul interacțiunii dintre factori genetici și de mediu.
În prezent, sindromul este mai bine înțeles, deși rămân întrebări privind clasificarea sa, prevalența reală în populație și optimizarea tratamentelor. Cercetările continuă în direcții precum identificarea genelor implicate, înțelegerea mecanismelor neurobiologice și dezvoltarea terapiilor comportamentale personalizate. Gena SLITRK1 și genele din familia CDH par să contribuie la o parte din cazurile de Tourette.